# Кульсаріна Гульнур Галінурівна
Гульнур Галінурівна Кульсаріна (башк. Гөлнур Ғәлинур ҡыҙы Ҡолһарина; 19 жовтня 1977) — голова Товариства башкирських жінок Республіки Башкортостан (2017), доктор філологічних наук (2018), депутати VI скликання Державних Зборів — Курултаю Республіки Башкортостан (2018).

## Біографія
Народилася 19 жовтня 1977 року в селі Аллагуват Стерлібашевського району. 
Закінчила Башкирський державний університет.
З 1996 року працювала вихователькою дитячого садка в  Стерлібашевському районі, потім завідувачкою дитячого садка. З 2000 року – керівник Республіканської служби соціально-психологічної реабілітації учасників локальних збройних конфліктоів і бойових дій, директор Республіканського центру взаємодії трудової зайнятості молоді, начальник відділу організаційно-масової, правової й соціальної работи Державного комітету Республіки Башкортостан з молодіжної політики. З 2007 року працювала провідним консультантом Управління внутрішньої політики, головним консультантом відділу по взаємодії з інститутами громадянського суспільства, заступнтиком завідувача відділу суспільно-політичного развитку Адміністрації Президента Республіки Башкортостан. З 2010 року – заступник генерального директора ЗАТ «Уфимський бавовняний комбінат».
Обиралася депутатом Кіровської районної ради міста Уфи. На виборах 9 вересня 2018 року обрана депутатом Державних Зборів - Курултаю Республіки Башкортостан шостого скликання.
Автор понад 150 наукових публікацій, в том числі 4 монографій.